# William Berryman Scott
William Berryman Scott (Cincinnati, 12 de fevereiro de 1858 — Princeton, 29 de março de 1947) foi um paleontólogo norte-americano, especialista em vertebrados.
Foi laureado com a medalha Wollaston de 1910 pela Sociedade Geológica de Londres, com a Medalha Mary Clark Thompson de 1930 pela Academia Nacional de Ciências dos Estados Unidos, com a medalha Penrose de 1939 pela Sociedade Geológica da América e com a Medalha Daniel Giraud Elliot de 1940 pela Academia Nacional de Ciências dos Estados Unidos.

## Obras
- 1895: "The osteology and relations of Protoceras."  Ginn & company, Boston.
- 1897: "An introduction to geology". The Macmillian company, New York.
- 1901-1932: "Reports of the Princeton University Expeditions to Patagonia, 1896-1899". Princeton, Universidade de Princeton.
- "Geological climates".
- 1913: "A history of land mammals in the western hemisphere." ilustrações de Bruce Horsfall. The MacMillan Company, New York.
- 1917: "The theory of evolution, with special reference to the evidence upon which it is founded". The Macmillian company, New York
- 1939: "Some memories of a palaeontologist."  Universidade de  Princeton.